# 埃利夏里奥
埃利夏里奥是巴西圣保罗州的一个市镇。总面积92.708平方公里，总人口3024人，人口密度32.6人/平方公里。